# Linia kolejowa Würzburg – Aschaffenburg
Main-Spessart-Bahn – linia kolejowa o długość 112,5 km w Bawarii, w Dolnej Frankonii i Hesji, w Niemczech. Biegnie od Würzburga przez Gemünden am Main i Aschaffenburg do Hanau. Jest ważną linią, szczególnie w połączeniach dalekobieżnych i towarowych, ponieważ łączy aglomerację Ren-Men bezpośrednio na północny zachód od Aschaffenburg z Würzburgiem i dalej Norymbergę i Monachium. Nazwa linii wywodzi się z faktu, że początkowo biegnie równolegle do rzeki Men, a następnie przecina wzgórza Spessart.